# Nunubuti (Ort)
Nunubuti ist ein osttimoresischer Ort im Suco Carabau (Verwaltungsamt Bobonaro, Gemeinde Bobonaro). Das Dorf liegt im Norden der Aldeia Nunubuti, auf einer Meereshöhe von 971 m. Einige Häuser liegen auch in der Aldeia Atumnaro. Nördlich fließt der Fluss Loumea. Eine Straße führt nach Norden zum Dorf Aimeta (Suco Cota Bo’ot).